# Megaselia gallagheri
Megaselia gallagheri är en tvåvingeart som beskrevs av Ronald Henry Lambert Disney 2006. Megaselia gallagheri ingår i släktet Megaselia och familjen puckelflugor. Inga underarter finns listade i Catalogue of Life.